# 伊利尔·梅塔
伊利尔·雷杰普·梅塔（發音：[iliɾ meta]；1969年3月24日—），阿尔巴尼亚政治人物，历任总理、副总理兼经济部长、外交部长、经济、贸易和能源部长等职。争取一体化社会运动党主席，在2009年大选后与民主党组成执政联盟。2017年阿爾巴尼亞總統選舉中梅塔取得140位議會議員的87票當選總統，他其後不得不辭任爭取一體化社會運動黨黨魁一職。2021年被國會通過彈劾。

## 生平
伊利尔·梅塔毕业于地拉那大学经济系政治经济专业。1990年代早期，梅塔是学生运动中的领导人，对阿尔巴尼亚转型民主发挥了作用。自1992年起担任阿尔巴尼亚社会党国会议员和阿尔巴尼亚欧洲青年论坛（FRESSH）主席（1992年至1995年）。1993年－1996年任社会党副主席，1995年-1996年任社会党负责国际关系的书记，1996年－1997年他担任议会外交政策委员会主席，然后1998年4月22日任外交部负责与欧洲－大西洋一体化的国务秘书，10月在潘代利·马伊科政府任副总理兼政府协调部长兼一体化国务秘书。
1999年10月随着马伊科辞职，梅塔被任命为阿尔巴尼亚总理，2001年6月24日选举后继续任总理，2002年2月22日辞职。2002年7月－2003年7月担任第2届潘代利·马伊科政府的外交部长，期间在社会党内与法托斯·纳诺发生严重的政治对抗。
2004年，梅塔退出社会党，创建争取一体化社会运动党并任主席。在2009年6月的议会选举中，运动党赢得4个席位，参与民主党联合政府，梅塔担任副总理兼外交部长，2010年9月任副总理兼经济、贸易和能源部长（任至2011年1月14日）。
2017年4月在阿爾巴尼亞民主黨等反對黨抵制是屆阿爾巴尼亞總統選舉下獲得其他支持梅塔的國會議員140之中的87票而成為第7任阿爾巴尼亞總統。2021年6月9日，阿尔巴尼亚议会以其發表反對社會黨的偏袒言論，違反憲法為由，以104票支持、7票反對通過對梅塔的總統彈劾議案，等待憲法法庭作最終判決。

## 個人生活
梅塔是蘇格蘭足球俱樂部凯尔特人的熱心支持者，經常在社交媒體上表達他對俱樂部的熱愛。2020年7月，他在阿爾巴尼亞創立了第一個凱爾特人支持者俱樂部。
梅塔是阿爾巴尼亞歷史上第二年輕當選的總理(30歲)，僅次於1922年當選時只有27歲的索古一世。